# Проаілурус
Проаілурус (Proailurus) — вимерла доісторична м'ясоїдна тварина, яка жила 25 мільйонів роки тому (пізній олігоцен — ранній міоцен) в Європі та Азії. Скам'янілості були знайдені в Монголії, Німеччині та Іспанії. Найновіші філогенетичні дослідження поміщають вид як базальний член котоподібних, підряди яких представляють мангустові, віверові, гієнові та котові. Проте існують й інші дослідження, які вказують на те, що проаілурус був котовим (справжнім котячим).
Проаілурус був компактною та маленькою твариною, трохи більшим за домашніх кішок. Важив приблизно 9 кг. Мав довгий хвіст, великі очі, гострі кігті і зуби, які за пропорціями нагадували сучасних віверових. Кігті могли дещо втягуватися всередину. Подібно до віверових, пересувався по деревам (деревна локомоція).
Проаілурус ймовірно був предком Псевдолурусу, який жив 10-20 мільйонів років тому, і напевно призвів до головної лінії котячих, включаючи вимерлих махайродових та сучасних малих кішок і пантерових.